# عطاء ملك الجويني
عطاء ملك الجويني (المتوفى نحو 683 هـ) هو مؤرخ وشاعر فارسي، وصاحب كتاب «تاريخ جهانگشا».
هو علاء الدين عطاء الله ابن بهاء الدين الجويني، وهو أخ شمس الدين محمد الجويني. قال عنه الطهراني أنه «هو الذي أجرى الماء من الفرات إلى جنوب النجف».
توفي سنة 683 هـ أو 681 هـ.

## المصدر
1. ↑  الذريعة - آقا بزرگ الطهراني - ج 9ق3 - الصفحة 728 نسخة محفوظة 9 يناير 2020 على موقع واي باك مشين.
2. ↑  SemperTool - Home نسخة محفوظة 24 سبتمبر 2015 على موقع واي باك مشين.

## وصلات خارجية
- عطاء ملك الجويني على موقع الموسوعة البريطانية (الإنجليزية)